# Revässelkä
Revässelkä är en kulle i Finland.   Den ligger i den ekonomiska regionen  Rovaniemi ekonomiska region  och landskapet Lappland, i den norra delen av landet, 800 km norr om huvudstaden Helsingfors. Toppen på Revässelkä är 250 meter över havet.
Terrängen runt Revässelkä är huvudsakligen platt. Runt Revässelkä är det mycket glesbefolkat, med 2 invånare per kvadratkilometer.